# العلاقات الأرمينية الليختنشتانية
العلاقات الأرمينية الليختنشتانية هي العلاقات الثنائية التي تجمع بين أرمينيا وليختنشتاين.

## مقارنة بين البلدين
هذه مقارنة عامة ومرجعية للدولتين:
| وجه المقارنة                                              | أرمينيا                    | ليختنشتاين                                 |
| --------------------------------------------------------- | -------------------------- | ------------------------------------------ |
| المساحة (كم2)                                             | 29.74 ألف                  | 16                                         |
| عدد السكان (نسمة)                                         | 2.93 مليون                 | 37.47 ألف                                  |
| الكثافة السكانية (ن./كم²)                                 | 98.52                      | 234.19 ألف                                 |
| العاصمة                                                   | يريفان                     | فادوتس                                     |
| اللغة الرسمية                                             | لغة أرمنية                 | اللغة الألمانية                            |
| العملة                                                    | درام أرميني                | فرنك سويسري                                |
| الناتج المحلي الإجمالي (بليون دولار)                      | 11.54 مليار                | 6.29 مليار                                 |
| الناتج المحلي الإجمالي (تعادل القوة الشرائية) بليون دولار | 25.41 مليار                |                                            |
| الناتج المحلي الإجمالي الاسمي للفرد دولار أمريكي          | 3.49 ألف                   |                                            |
| الناتج المحلي الإجمالي للفرد دولار أمريكي                 | 8.07 ألف                   |                                            |
| مؤشر التنمية البشرية                                      | 0.743                      | 0.908                                      |
| رمز المكالمات الدولي                                      | +374                       | +423                                       |
| رمز الإنترنت                                              | .am، .հայ ‏                 | .li                                        |
| المنطقة الزمنية                                           | ت ع م+04:00، توقيت أرمينيا | توقيت وسط أوروبا، ت ع م+01:00، ت ع م+02:00 |

## منظمات دولية مشتركة
يشترك البلدان في عضوية مجموعة من المنظمات الدولية، منها:
| علم المنظمة | اسم المنظمة                    | تاريخ انضمام أرمينيا | تاريخ انضمام ليختنشتاين |
| ----------- | ------------------------------ | -------------------- | ----------------------- |
|             | الاتحاد البريدي العالمي        | ?                    | ?                       |
|             | منظمة حظر الأسلحة الكيميائية   | ?                    | ?                       |
|             | منظمة التجارة العالمية         | 5 فبراير 2003        | ?                       |
|             | الأمم المتحدة                  | 2 مارس 1992          | 18 سبتمبر 1990          |
|             | منظمة الشرطة الجنائية الدولية  | ?                    | ?                       |
|             | الاتحاد الدولي للاتصالات       | 30 يونيو 1992        | 25 يوليو 1963           |
|             | مجلس أوروبا                    | 25 يناير 2001        | ?                       |
|             | منظمة الأمن والتعاون في أوروبا | 30 يناير 1992        | 25 يونيو 1973           |

## وصلات خارجية
- موقع وزارة الخارجية الأرمينية